# فيليبو لورا
فيليبو لورا (بالإيطالية: Filippo Lora)‏ (21 نوفمبر 1993 في إيطاليا - ) هو لاعب كرة قدم إيطالي في مركز الوسط. لعب مع إيه سي ميلان ونادي سيتاديلا.

## روابط خارجية
- فيليبو لورا على موقع إي إس بي إن إف سي (الإنجليزية)
- فيليبو لورا على موقع قاعدة بيانات كرة القدم.إي يو (الإنجليزية)
- فيليبو لورا على موقع Soccerbase.com (لاعب) (الإنجليزية)
- فيليبو لورا على موقع Soccerway.com (الإنجليزية)